# Isaac Roberts
Isaac Roberts (Groes (Denbighshire), 27 januari 1829 – Crowborough (East-Sussex), 17 juli 1904) was een Brits engineer en zakenman. Het bekendst is hij van zijn werk als amateurastronoom.

## Biografie
De in Wales geboren Isaac Roberts was de zoon van William Roberts, een boer. Hoewel hij zijn jeugd doorbracht in Groes verhuisde hij op latere leeftijd naar Liverpool. Hier werd hij de leerling bij het bedrijf John Johnson & Son, een mechanisch bedrijf. Hij begon er op 12 november 1844 en na zeven jaar werd hij er partner. Naast zijn dagelijkse werkzaamheden volgde hij onderwijs op de avondschool. Toen Peter Robinson in 1855 overleed werd Roberts benoemd tot manager van het bedrijf. Nadat ook de andere partner, John Johnson, overleed kreeg Roberts alle contracten en de zakelijke contacten van het bedrijf in handen. Hij was zeer succesvol en werd beschouwd als een van de beste ingenieurs in de regio.
In 1875 huwde hij met zijn eerste vrouw, Ellen Anne Cartmell, de dochter van Anthony Cartmell. In 1901 hertrouwde hij de dertig jaar jongere Dorothea Klumpke.

## Sterrenkunde
Naast zijn werk als werktuigbouwkundig ingenieur was Roberts ook actief als amateurastronoom. In 1878 had hij een 7-inch refractor-telescoop bij zijn huis in Rock Ferry. Alhoewel hij de telescoop vooral gebruikte voor visuele observatie van de sterrenhemel, begon hij vanaf 1883 te experimenteren met astrofotografie. Twee jaar later had hij hiervoor een eigen sterrenwacht bij zijn huis gebouwd. In 1886 presenteerde Roberts zijn eerste foto's aan de Royal Astronomical Society te Liverpool, waarvan hij tevens de voorzitter van was. Deze afbeeldingen toonden voor de eerste keer de "enorme omvang van de sterrennevels in de Pleiaden en Orion".
Astrofotografie vereist zeer lange sluitertijden (vaak een uur of langer) om de zeer zwakke hemel-objecten vast te leggen op fotografische platen. Met deze methode kunnen ook objecten fotografisch worden vastgelegd die onzichtbaar zijn voor het menselijke oog. Om dit mogelijk te maken ontwikkelde Roberts een piggyback-telescoop – de telescoop-fotocamera was op een grotere equatoriale telescoop gemonteerd die gebruikt werd als volgtelescoop. Deze combinatie zorgt ervoor dat de fotocamera over een langere periode op hetzelfde stukje hemel gericht bleef bij het draaien van de aarde.
Op deze wijze slaagde Roberts erin vele sterrenhopen en nevels te fotograferen. Hij onthulde tot dan toe onbekende details in deze nevels, zoals interstellaire gaswolken en sterrenstelsels. Zo was hij de eerste astronoom die de spiraalvorm onthulde van de Andromedanevel (M31). Vele van deze foto's publiceerde hij in het boek "A Selection of Photographs of Stars, Star-clusters and Nebulae", uitgegeven in twee delen (1893 & 1899). Tussen 1896 en 1902 legde Roberts 52 gebieden van de sterrenhemel fotografisch vast van de zogenaamde nevels van William Herschel.
Naast zijn aanzienlijke bijdragen op het gebied van de astrofotografie vond Roberts ook een machine uit met de naam de "Stellar Pantograver". Dit toestel kon sterrenposities graveren op koperen platen.

## Erkenning
Het belang Roberts werk werd internationaal erkend. Zo werd hij in 1890 verkozen als Fellow van de Royal Society of London, de prestigieuze nationale academie van het Verenigd Koninkrijk. Hij ontving een eredoctoraat van Trinity College in Dublin (1892) en een gouden medaille van de Royal Astronomical Society te Londen (1895).
- Bibliothèque nationale de France: cb10328895r (data)
- Stuttgart Database of Scientific Illustrators 1450–1950: 6107
- Gemeinsame Normdatei: 116576499
- International Standard Name Identifier: 0000 0000 3212 3938
- Library of Congress Control Number: n86864697
- Nederlandse Thesaurus van Auteursnamen: 237553082
- PIC: 269381
- SNAC: w6c89pvw
- Système universitaire de documentation: 187507155
- Virtual International Authority File: 74606737
- WorldCat: E39PBJxrXqdkYCx9Bg94RWJ7HC